# باسیلیکای عبادتگاه ملی گل کوچک
باسیلیکای عبادتگاه ملی گل کوچک (به انگلیسی: Basilica of the National Shrine of the Little Flower) یک پرستشگاه تاریخی کاتولیک در شهر سن آنتونیو در تگزاس است.
این باسیلیکا از معدود مکانهایی در آمریکای شمالی است که توسط پاپ ماینور باسیلیکا (Minor Basilica) نامیده شده‌است.
این عبادت گاه که بمناسبت قدیسهٔ کاتولیک فرانسوی، «بانو ترزا دو لیسیو» (Thérèse de Lisieux) مشهور به «گل کوچک مسیح» (The Little Flower of Jesus) بنا گردیده‌است، بسال ۱۹۲۹ ساخته گردید.

## نگارخانه

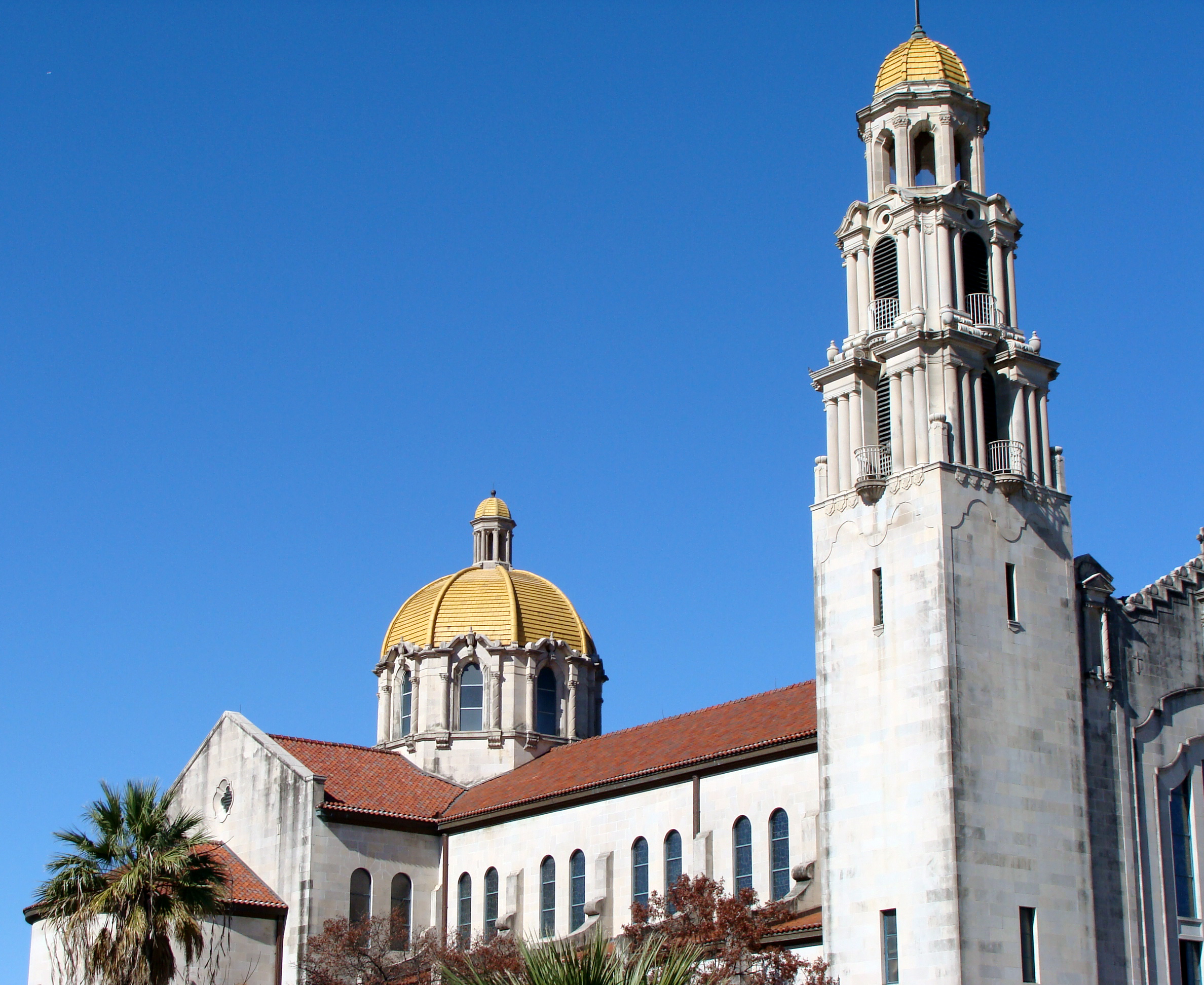
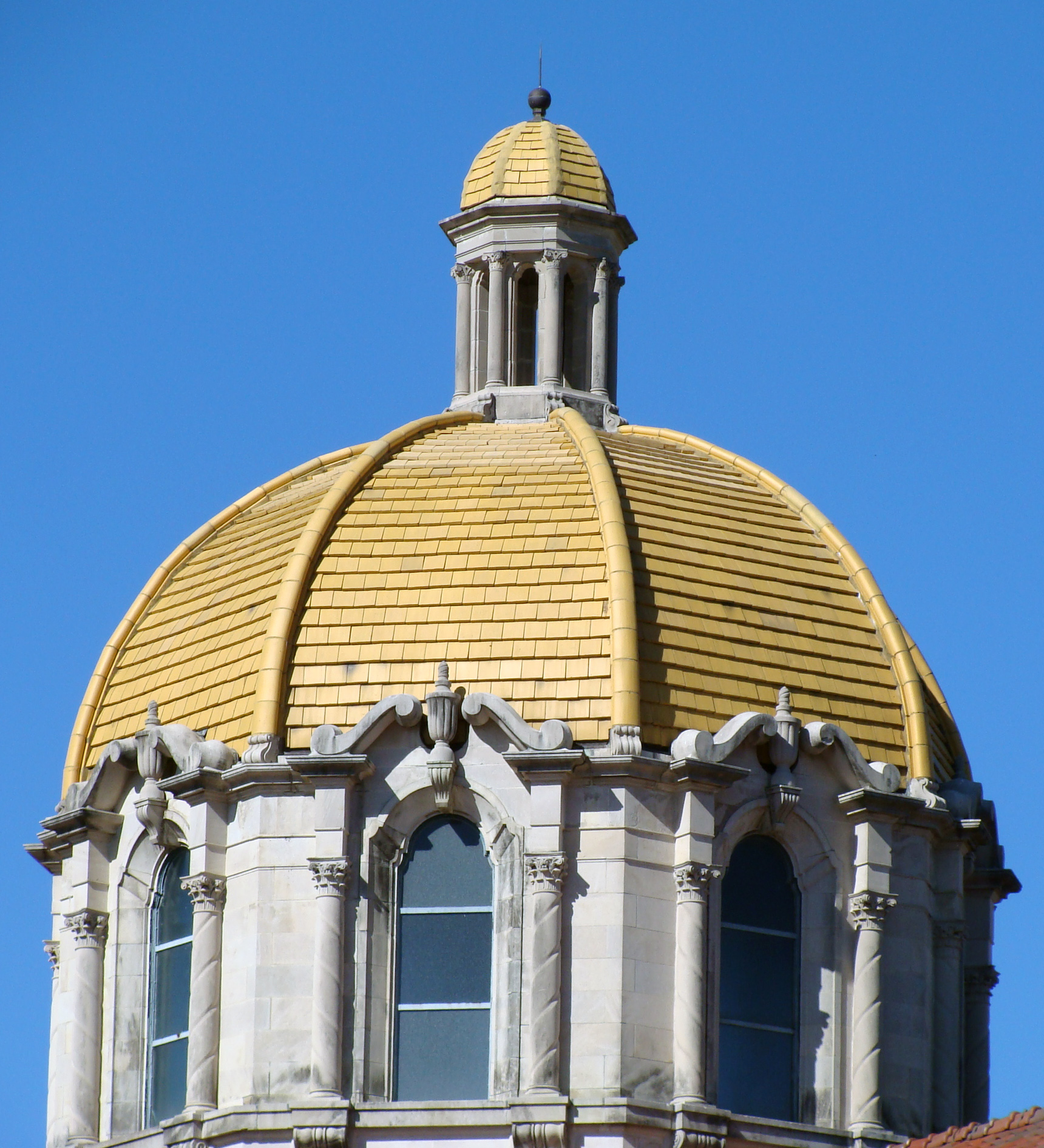
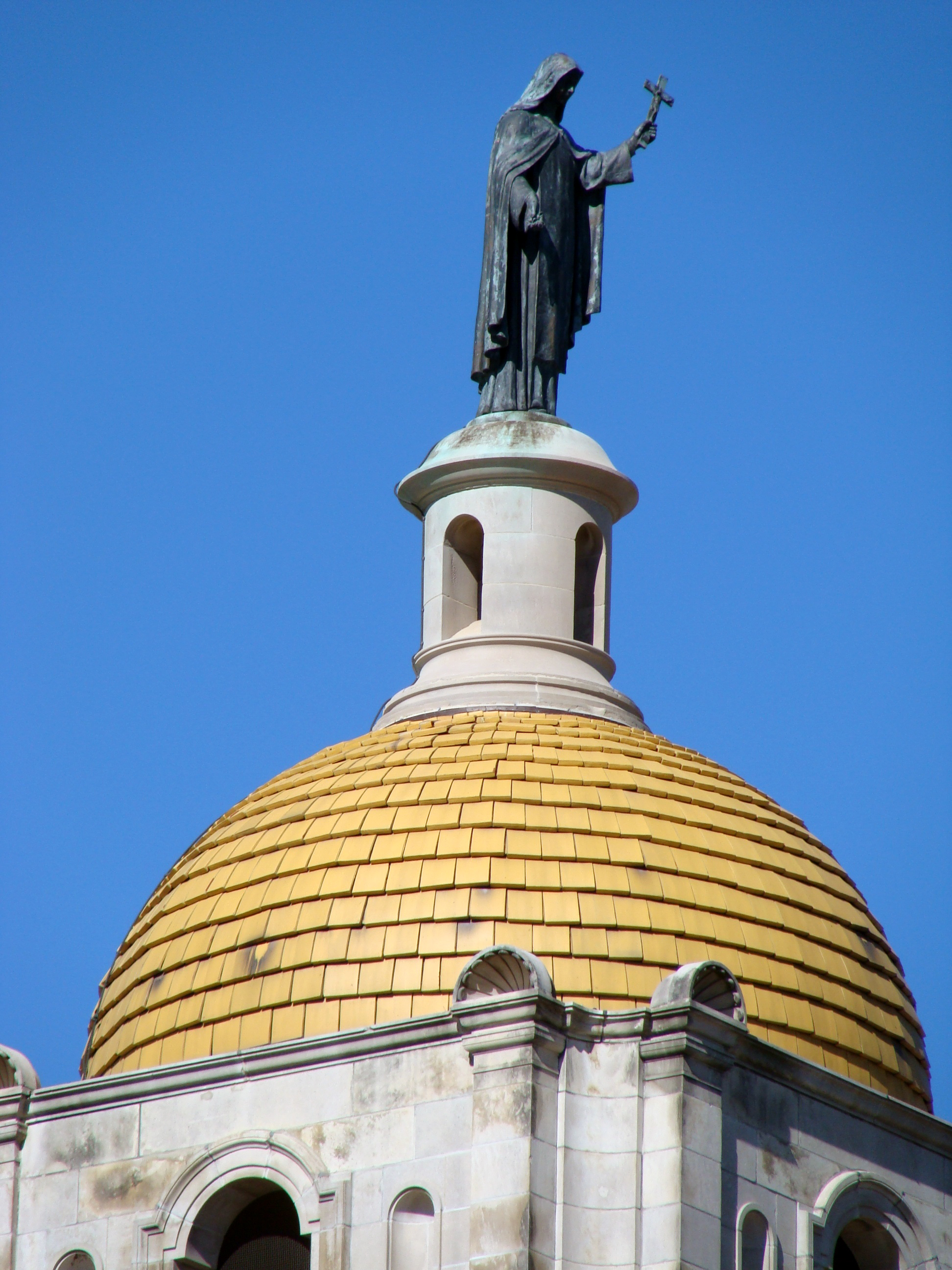
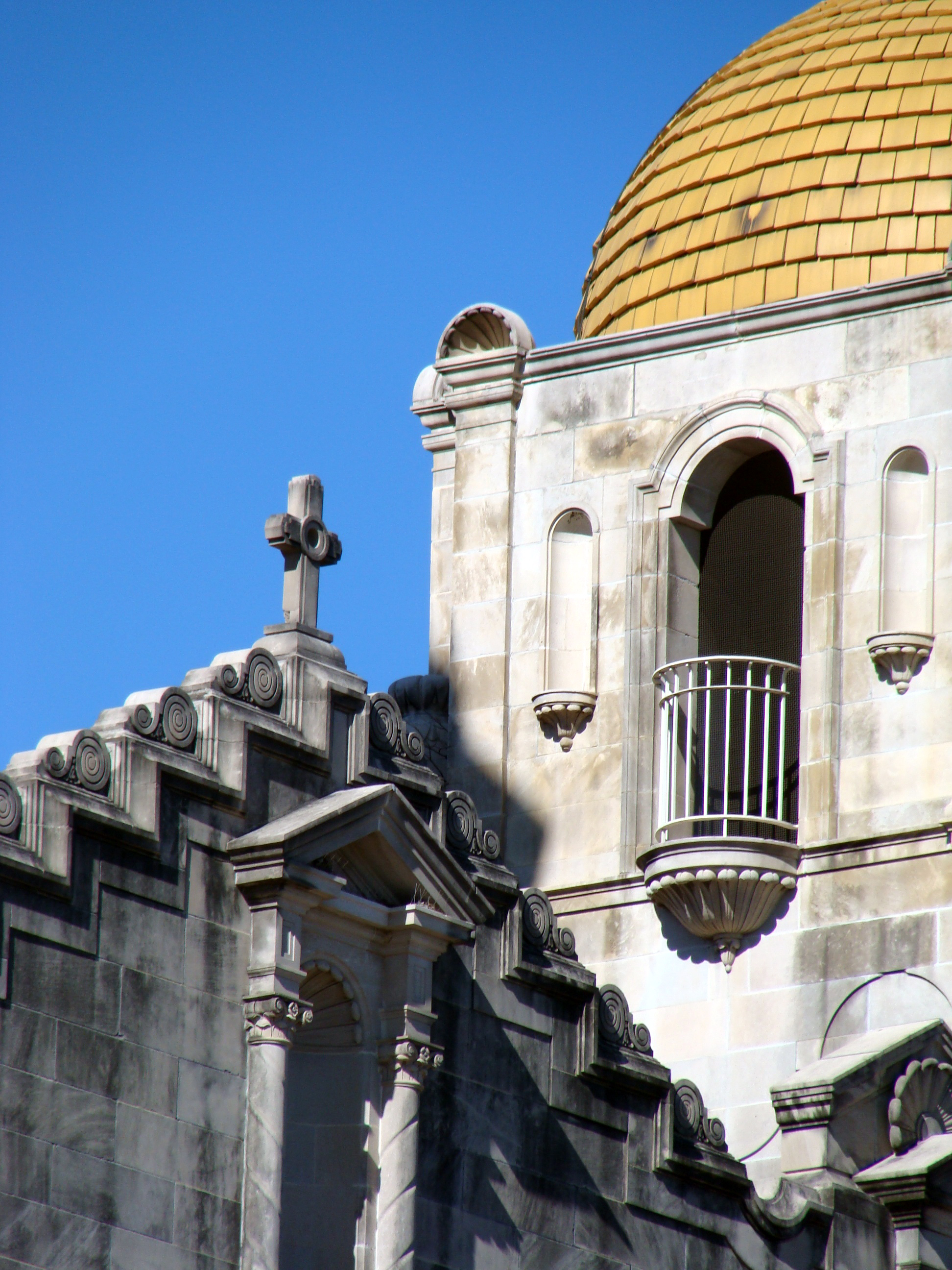